# فينس ويبر
فينس ويبر (بالألمانية: Vince Weber)‏ هو عازف بيانو ألماني، ولد في 27 مايو 1953 في هامبورغ في ألمانيا.

## وصلات خارجية
- فينس ويبر على موقع ميوزك برينز (الإنجليزية)
- فينس ويبر على موقع أول ميوزيك (الإنجليزية)
- فينس ويبر على موقع ديسكوغز (الإنجليزية)